# Polypterus retropinnis
Polypterus retropinnis är en art av familjen fengäddor som finns i Västafrika. Den förekommer även som akvariefisk.

## Utseende
En avlång fisk med en ryggfena som är uppdelad i 7 till 9 småfenor, var och en med en taggstråle. Analfenan har 12 till 15 taggstrålar. Ryggsidan är grå till brun med ett olivgrönt nätmönster och en tydlig gräns till den gulaktiga buksidan. Underkäken har svarta fläckar, och fenorna bruna fläckar, med undantag från bröstfenorna som är gula vid rötterna och med en svart prick vid basen.

## Vanor
Polypterus retropinnis är en rovfisk som andas atmosfäriskt syre, och som främst lever i mindre floder, träsk och översvämmade områden. Arten leker under regntiden, då hanen uppvaktar honan genom att forma anal- och stjärtfenorna till en skål kring hennes kloak. De ägg hon lägger där befruktas av hanen som sedan sprider ut äggen i bottenvegetationen. De kläcks efter 3 till 4 dygn.

## Utbredning
Utbredningsområdet omfattar Malebodammen och Kongoflodens centrala lopp i Kongo-Kinshasa och Gabon.

## Akvariefisk
Arten behöver ett akvarium om åtminstone 200 l där tonvikten läggs vid stor bottenyta. Lämplig temperatur är 25 till 28°C, pH 6 till 8. Den uppskattar en mjuk botten med gömställen iform av drivved och klippstycken; växter är däremot inte nödvändigt. Arten rymmer lätt; locket bör därför vara tättslutande. Den tar inte gärna torkad fiskmat, utan föredrar färsk eller frusen, animalisk föda som bitar av räkor, fisk, musslor eller daggmask. Arten är fredlig så länge de andra fiskarna är för stora för att tjäna som föda.